# Анатолий Черденко
Анато́лий Черде́нко (англ. Anatoly Cherdenko) — персонаж игры Command & Conquer: Red Alert 3, премьер-министр СССР. До изменения пространственно-временного континуума Черденко являлся обычным полковником под командованием генерала Крюкова. Он решает уничтожить Альберта Эйнштейна, переместившись в прошлое с помощью советской машины времени. Поменяв ход истории, Черденко возглавил советское государство. Персонаж был сыгран Тимом Карри и выступил антагонистом во всех трёх кампаниях за СССР, Альянс и Империю Восходящего Солнца.

## Личность
Черденко, как давний лидер Советского Союза, руководил государством в эпоху процветания и военного превосходства. Когда-то он являлся знаменитым теоретиком и стремительно делал свою карьеру, даже когда советские войска под его руководством одерживали победу за победой над своим врагом — Альянсом. Он считает, что все его решения были сделаны для продвижения и защиты Советского Союза. Черденко убеждён, что только он знает, что лучше для советского государства.
Анатолий Черденко — безжалостный и властолюбивый человек, «искусный социопат», питающий естественную ненависть к капиталистам, США и Альянсу. Он высокомерен, не поддерживает других людей, оспаривающих его мнение, а генерал Крюков стал особой жертвой его гнева. Черденко быстро выходит из себя и, кажется, получает удовольствие, когда люди рискуют своей жизнью ради Советского Союза или используют их в качестве приманки, намекая на возможный садизм. Он готов заключить союз с Альянсом, чтобы предать его и не раз вмешиваться в пространственно-временной континуум только для того, чтобы выиграть войну. Его нечестность проявилась в его решении подставить (и убить) генерала Крюкова, чтобы сохранить свою власть.

## Обзор
Черденко нёс прямую ответственность за начало конфликта, убив рукопожатием Альберта Эйнштейна с помощью машины времени доктора Григория Зелинского и создав альтернативную временную шкалу. Его вмешательство в поток времени было единственным способом сделать его премьер-министром, и поэтому Романов так и не пришёл к власти, оставив Черденко фактическим лидером СССР на своём месте. Соответственно, это делает его фактическим преемником Сталина.
До путешествия во времени Анатолий Черденко являлся полковником Советской армии, которому было поручено наблюдать за строго засекреченным военным проектом по разработке и созданию экспериментальной машины времени. Спустя год Советский Союз оказался на грани распада, развала, вызванного во многом из-за невероятно дорогостоящей войны против телепата Юрия, и премьер-министр СССР Романов трусливо бежал из Москвы. Черденко пригласил в Кремль своего начальника, генерала Николая Крюкова, и познакомил его с доктором Григорием Зелинским — учёным, который изобрёл действующую советскую машину времени. Черденко решил использовать машину времени, чтобы создать новую временную шкалу, в которой Советский Союз победил Альянс и стал ведущей мировой державой. Черденко, Крюков и Зелинский отправились в прошлое на V Сольвеевский конгресс 1927 года, проводившегося в Брюсселе. К ужасу Зелинского, Черденко пожал руку Альберту Эйнштейну, мгновенно разрушив и удалив его из пространственно-временного континуума.
Затем Черденко, Крюков и Зелинский вернулись в настоящее, в котором Черденко теперь был новым премьер-министром СССР и Советский Союз стремительно почти захватил всю Западную Европу. Однако поступок Черденко имел катастрофические последствия для пространственно-временного континуума, поскольку Япония превратилась в милитаристскую и технологически развитую сверхдержаву, известную как Империя Восходящего Солнца. Её лидер, император Ёсиро, был убеждён, что божественное предназначение Империи — править народами мира.
Когда имперские силы приближались к тихоокеанскому побережью Советского Союза, генерал Крюков, ныне де-факто самый высокопоставленный член советских вооружённых сил, приказал нанести ядерный удар по материковой части Японии. Однако без Эйнштейна и его исследований в новой временной шкале не существовало ядерного оружия.

## Силы и способности
Черденко имел доступ к передовым технологиям, включая путешествия во времени, что позволило ему эффективно изменить саму реальность и взять на себя верховную власть над сильно изменившимся Советским Союзом, убив Эйнштейна, чтобы изменить временную шкалу и позволить себе накопить огромную силу.
Также он имел доступ ко многим супероружиям и высоким технологиям, большинство из которых работало на тесла-технологиях (таких как Тесла-танк), но другие имели расширенные функции, такие как орбитальное оружие и даже экспериментальное оружие, известное как вакуумный заряд, которое Черденко планировал использовать на своём бывшем союзнике-командире на острове Пасхи, где у него также была массивная крепость на вершине действующего вулкана (также было показано, что он зашёл так далеко, что вооружил моаи острова Пасхи).
Несмотря на своё огромное влияние, он не мог оставаться полностью без сопротивления и поэтому полагался на свою хитрость и манипуляции, чтобы его союзники выполняли грязную работу по устранению политических и военных соперников, только чтобы позже предать этих союзников и обеспечить своё превосходство.

## Кампания СССР
Советский Союз подвергается нападению со стороны Империи Восходящего Солнца. Премьер Черденко приказывает советскому командиру уничтожить японские силы вторжения в Ленинграде и представляет его генералу Крюкову и связисту Даше Федорович. Командир поставлен на защиту Ленинграда, а затем и «Красны-45», нанося тяжёлые потери японским войскам. Черденко, впечатлённый ошеломляющими победами над Империей Восходящего Солнца, отправляет командира захватить оккупированную японцами военно-морскую базу во Владивостоке. При поддержке могучего советского флота командующий вытесняет ослабевшие японские войска с советской территории.
Советский Союз спасён от полного уничтожения, однако новоизбранный президент США Говард Акерман в своём видеообращении обещает вытеснить вторгшуюся советскую армию из Европы. Признав Акермана «чёртовым фанатиком, который хочет стереть нас [СССР] с лица земли», Черденко отправляет командира захватить Женеву и научную лабораторию Альянса на острове Миконосе. Однако загадочные убийцы пытаются устранить Черденко, но премьер выживает при покушении с лёгкими травмами. Черденко заявляет, что выжил, потому что его дед был казаком, «а нас, казаков, не так-то просто убить, как кажется». Командир и генерал Крюков отправляются в Исландию, чтобы уничтожить последнюю авиабазу Альянса в Европе. Внезапно Черденко приказывает командиру устранить Крюкова, который предположительно был инициатором неудавшегося покушения.
По мере развития советской кампании доктор Зелинский связывается с командиром и объясняет ему, что Черденко стал премьер-министром, изменив пространственно-временной континуум, прежде чем таинственным образом исчезнуть. Черденко отправляет командира на японскую гору Фудзи, чтобы убить императора Ёсиро. Устранив императора, Империя Восходящего Солнца побеждена, и Япония была присоединена к Советскому Союзу, став его новой советской социалистической республикой. Черденко предлагает верховному главнокомандующему Альянса Роберту Бингэму подписать мирный договор между Альянсом и СССР на острове Пасхи, но советскому командиру приказано устроить засаду Бингэму и его флоту. Засада приводит к поражению Бингэма, его войска полностью разгромлены, однако Черденко связывается с командиром и объясняет, что командующий был полезной пешкой, использовавшейся для уничтожения врагов Советского Союза. Черденко предаёт командира и пытается уничтожить его с помощью вакуумного орудия, но Командир уничтожает супероружие и надземную часть крепости-вулкана Премьера. Сообщается, что Черденко погиб при разрушении своей крепости.
Командующий становится следующим премьер-министром СССР, который в конечном итоге завоёвывает США и побеждает Альянс. Даша подтверждает командиру, что Черденко на самом деле инсценировал покушение, чтобы иметь причину для убийства генерала Крюкова. Даша предполагает, что Черденко, скорее всего, несёт ответственность за исчезновение доктора Зелинского.

## Кампания Альянса
Анатолий Черденко знакомится с командиром Альянса, поскольку Империя восходящего солнца блокирует все военно-морские перевозки в Атлантическом океане огромными плавающими крепостями. Фельдмаршал Бингэм объединяется с Черденко, чтобы уничтожить японскую военно-морскую базу в Гибралтаре и потопить плавучую крепость в Северном море. Однако президент США Говард Акерман активирует своё секретное супероружие на горе Рашмор, чтобы стереть с лица земли Москву, потому что он убеждён, что СССР замышляют предать Альянс. Черденко связывается с фельдмаршалом Бингэмом и объявляет, что расторгнет пакт между Советским Союзом и Альянсом, если супероружие не будет деактивировано. Когда командира Альянса отправляют предотвратить бездумную попытку Акермана сравнять Москву с землёй, Черденко связывается с командиром и напоминает ему, что Советы готовы атаковать США, если президенту будет позволено разрушить город. Командир деактивирует устройство Акермана и устраняет президента, позволяя Советам и Альянсу начать полномасштабное наступление на Токио. Предполагается, что генерал Крюков прибудет со своей советской армадой, но Черденко расторгает пакт, вынуждая командира Альянса уничтожить военные объекты Империи без каких-либо советских подкреплений.
По мере развития кампании Альянса доктор Зелинский переходит на сторону Альянса и объясняет фельдмаршалу Бингэму, что существование Империи Восходящего Солнца и всей войны были вызваны Черденко, который отправился в прошлое, чтобы изменить настоящее. Командующего отправляют расследовать советскую деятельность в Гаване, где Советы планируют атаковать все крупные города Альянса в мире.
Имея неопровержимые доказательства предательства Черденко, командующий Альянса отправляется уничтожить крепость Черденко в Ленинграде и привлечь премьер-министра к ответственности. Однако к этому времени Черденко сошёл с ума и планирует бежать, отправившись в космос на Луну. Космический шаттл Черденко должен был запустится из крепости в течение следующих 50 (при лёгком уровне сложности)/30 (при среднем уровне сложности)/20 (при сложном уровне сложности) минут. Сама крепость охраняется элитными силами генерала Крюкова и ограждена семью железными занавесами, что делает её неуязвимой для любого физического урона. Однако командующий побеждает генерала Крюкова, разрушает все железные занавесы и уничтожает крепость. И премьер Черденко, и генерал Крюков были заключены в тюрьму Альянсом и подвергнуты криогенной заморозке за совершение преступлений против человечества.

## Кампания Империи
Императору Ёсиро и кронпринцу Тацу стало известно, что существование Империи Восходящего Солнца было вызвано вмешательством СССР во время и пространство. Потеряв веру в «божественное предназначение» Империи, Ёсиро предоставляет своему сыну полную власть над сёгунатом. Тацу отправляет имперского командующего сровнять с землёй Москву и устранить Черденко и Крюкова в операции. С Имперским палачом и всей мощью имперских вооружённых сил командующий побеждает генерала Крюкова и разрушает Кремль, убивая при этом Черденко. В свои последние минуты жизни испуганный Черденко связывается с командиром и заявляет, что он контролирует время. Когда Кремль рушится, оставшиеся советские силы пытаются спасти машину времени и использовать её, чтобы предотвратить рождение Империи Восходящего Солнца. Однако японский командир уничтожает устройство, что означает конец Советского Союза.

## Оценки

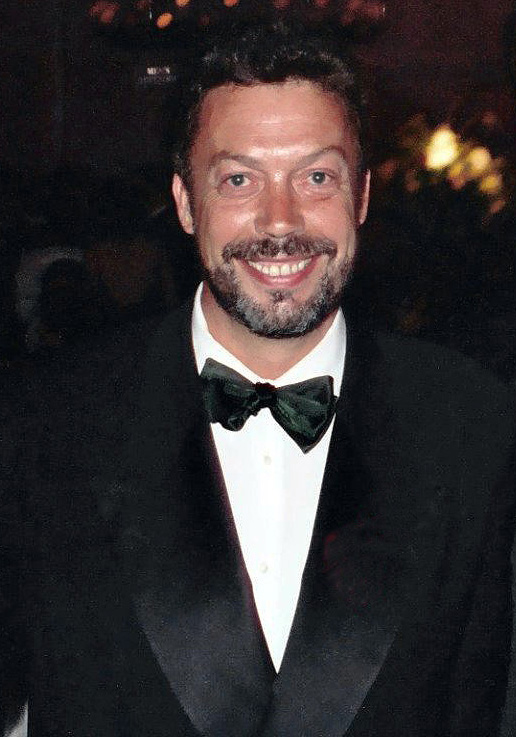
Роль премьер-министра Черденко исполнил английский актёр Тим Карри

Дэн Кристманн из TheGamer пишет: «Тим Карри в роли Черденко даёт много хороших выступлений в игре, воплощая чрезмерный СССР в игре, и, кажется, чертовски хорошо проводит время». 
Энди Фаррант из Eurogamer называет премьера Анатолия Черденко «великолепным». Анджело Делос Тринос из Comic Book Resources пишет: «трудно отрицать, что премьер-министр Черденко был прорывным злодеем Red Alert 3».
Гарри Александр из Cultured Vultures подробно анализирует образ персонажа: «Если оставить в стороне альтернативные вселенные и планы по убийству Альберта Эйнштейна, вы не поставите Тима Карри на роль лидера Советского Союза с исконно русским акцентом и не совсем аутентичной военной формой, если хотите, чтобы люди воспринимали ваше творение как серьёзный исторический анализ западно-советских отношений. <…> Карри стоит в стороне от других актёров благодаря своему смехотворно-насмешливому изображению российского премьера. <…> Никто не находится в своей стихии лучше, чем Карри, булькающий, ухмыляющийся и шипящий в диалогах с радостной самоотверженностью человека, искренне наслаждающегося тривиальностью, мощью российского военного комплекса».

## Факты
- Речь Анатолия Черденко о том, что он улетит в космос, стала интернет-мемом[12]. Собираясь улететь на своём космическом шаттле, он произносит эту фразу: I’m escaping to the one place that hasn’t been corrupted by capitalism... SPACE!
- В одной из миссий за СССР Черденко рассказывает игроку, что происходит из рода казаков[неавторитетный источник].